# Sabina Higgins

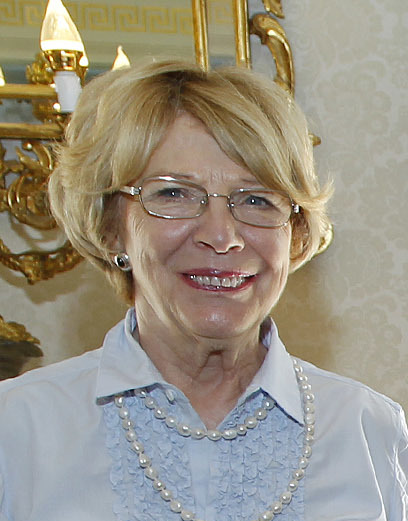
Sabina Mary Higgins (2012)

Sabina Mary Higgins (* 15. September 1941 in Ballindine, Grafschaft Mayo als Sabina Mary Coyne) ist eine irische Schauspielerin, Aktivistin und die Ehefrau des derzeitigen irischen Präsidenten Michael D. Higgins. Als solche ist sie seit dem 11. November 2011 die First Lady Irlands.

## Leben und Wirken
Sabina Coyne wuchs auf einer kleinen Farm in Milltown nahe der Grenze zwischen Galway und Mayo auf. Sie besuchte eine staatliche Schule in Ballindine, County Mayo. Ihre Mutter erzählte Geschichten von Charles Dickens, während sie die Kühe melkte – ein Einfluss auf ihre spätere Entscheidung, sich der Schauspielerei zuzuwenden, in der sie nach dem System von Konstantin Sergejewitsch Stanislawski ausgebildet wurde. Sie war Brautjungfer bei der Hochzeit des Sängers Luke Kelly mit Eleanore Deirdre O’Connell 1965, von der sie im Schauspiel ausgebildet wurde. 1966 spielte sie die Rolle der Julia Grenan in dem bahnbrechenden Drama Insurrection. Sie lernte Higgins 1969 auf einer Party im Haus der Familie der Journalistin Mary Kenny kennen. Higgins machte ihr über Weihnachten 1973 einen Heiratsantrag und sie heirateten im Jahr darauf. Das Paar bekam vier Kinder: Alice-Mary, die Zwillinge John und Michael Jr. und Daniel. Als Aktivistin sprach sich Sabina Higgins unter anderem öffentlich gegen den Irakkrieg aus, im Januar 2014 besuchte sie die inhaftierte Anti-Kriegs-Aktivistin Margaretta D’Arcy im Gefängnis von Limerick. Während der Hundertjahrfeier des Osteraufstandes hielt sie eine wichtige Rede auf dem Glasnevin-Friedhof am Grab von Constance Markiewicz. Darin warnte sie das irische Volk vor „Imperien der Gier“ und einer „neuen Form des Kapitalismus, [die] noch mächtiger und weniger sichtbar und weniger rechenschaftspflichtig“ ist als die von 1916.